# Tini titánok, harcra fel! – A moziban
A Tini titánok, harcra fel! – A moziban (eredeti cím: Teen Titans Go! To the Movies) 2018-ban bemutatott amerikai 2D-s számítógépes animációs film, amelyet Peter Rida Michail és Aaron Horvath rendezett. A Tini titánok, harcra fel! című sorozat alapján készült.
A forgatókönyvet Michael Jelenic és Aaron Horvath írta. A producerei Aaron Horvath, Michael Jelenic, Peggy Regan, Peter Rida Michail és Will Arnett. A zeneszerzője Jared Faber. A mozifilm gyártója a Warner Bros. Animation és DC Entertainment, forgalmazója a Warner Bros. Pictures. Műfaja filmvígjáték.
Amerikában 2018. július 27-én mutatták be a mozikban. Magyarországon 2019. augusztus 31-én az HBO mutatta be.
Spoileres tartalom!
Robin nagyon szeretne egy róla szóló szuperhősös filmet forgatni a saját főszereplésével,ám több akadályba is ütközik. Sajátos látásmóddal és a tini titánok közreműködésével temérdek vicces megoldás születik ám az igazi áttörés várat magára. Főellenségük Slade eléri,hogy a csapat átmenetileg feloszlik de hamar vissza áll a régi rend amikor Robin szembesül a nagy átveréssel és egyedi stílusukkal végül győzedelmeskednek.

## Szereplők
| Szereplő                             | Eredeti hang                             | Magyar hang        |
| ------------------------------------ | ---------------------------------------- | ------------------ |
| Garfield Logan / Gézengúz            | Greg Cipes                               | Szalay Csongor     |
| Koriand'r / Csillagfény              | Hynden Walch                             | Csuha Bori         |
| Victor Stone / Cyborg                | Khary Payton                             | Dózsa Zoltán       |
| Dick Grayson / Robin                 | Scott Menville Jacob Jeffries (énekhang) | Előd Álmos         |
| Rachel Roth / Raven                  | Tara Strong                              | Nemes Takách Kata  |
| Slade Wilson / Deathstroke           | Will Arnett                              | Varga Rókus        |
| Jade Wilson                          | Kristen Bell                             | Böhm Anita         |
| Lufiember                            | Greg Davies                              | Bognár Tamás       |
| Előzetesek hangjai                   | David Kaye                               | Bognár Tamás       |
| Clark Kent / Superman                | Nicolas Cage                             | Pál Tamás          |
| Bruce Wayne / Batman                 | Jimmy Kimmel                             | Dézsy Szabó Gábor  |
| Fiatal Bruce Wayne                   | Kal-El Cage                              | Pál Dániel Máté    |
| Diana Prince / Csodanő               | Halsey                                   | Laurinyecz Réka    |
| Hal Jordan / Zöld Lámpás             | Lil Yachty                               | Kis Horváth Zoltán |
| Önmaga                               | Stan Lee                                 | Kajtár Róbert      |
| Barry Allen / Flash                  | Wil Wheaton                              | Szabó Andor        |
| Ray Palmer /Atom                     | Patton Oswalt                            | TBA                |
| Arthur Curry / Aquaman               | Eric Bauza                               | TBA                |
| Patrick O'Brian / Plastic Man        | Joey Cappabianca                         | TBA                |
| Kara Zor-El / Supergirl              | Meredith Salenger                        | TBA                |
| Tigris                               | Michael Bolton                           | TBA                |
| Őr                                   | John DiMaggio                            | Bolla Róbert       |
| D.O.O.M.S.D.A.Y.                     | Phil Morris                              | TBA                |
| Control Freak                        | Alexander Polinsky                       | TBA                |
| Jor-El                               | Fred Tatasciore                          | Czvetkó Sándor     |
| Shia LaBeouf                         | James Arnold Taylor                      | Markovics Tamás    |
| Az Ismeretlen kalandorainak a vezére | Dave Stone                               | Kádár-Szabó Bence  |
| Konferáló                            | TBA                                      | Forgács Gábor      |

További magyar hangok: Kassai Károly, Szokol Péter, Faragó József, Németh Gábor, Lénárt László, Vámos Mónika, Vidovszky Barna, Vidovszky Bence, Richter Orsolya, Csonka Anikó, Rádai Boglárka, Kapu Hajni, Miklós-Vári Nóra, Gardi Tamás, Németh Attila István, Szrna Krisztián, Hám Bertalan, Oroszi Tamás, Tárnok Csaba